# Bonetogastrura delhezi
Bonetogastrura delhezi är en urinsektsart som först beskrevs av Norbert Stomp och ?E. Thibaud 1974.  Bonetogastrura delhezi ingår i släktet Bonetogastrura och familjen Hypogastruridae. Inga underarter finns listade.